# Paul Robert (photographe)
Pour les articles homonymes, voir Paul Robert et Robert.
Paul Robert, né le 3 mai 1866 à Nevers et mort le 13 avril 1898 à Paris 16e, est un photographe français, spécialisé dans les monuments historiques.

## Biographie
Paul Robert naît en 1866 à Nevers. Il est le fils d'Émile Robert, directeur de magasins généraux, et d'Anne Bariau, son épouse.
Amateur des Lettres, il épouse en 1890 Laure Mieusement, la fille de Médéric Mieusement, photographe travaillant pour l’administration des monuments historiques. Il obtient alors, par dot, la concession de photographie des monuments historiques et la gestion de la collection Mieusement. Il adhère à la Chambre syndicale de la photographie en 1892.
En 1894, Paul Robert obtient l’exploitation de l’ensemble des clichés de la Commission nationale des monuments historiques, ce qui permet d'unifier tous les clichés sous la cote « MH ». Il devient secrétaire de la Chambre syndicale de photographie en 1897.
La production de Paul Robert n'est pas aussi importante que celle de son beau-père : après son décès prématuré en 1898, sa concession revient à la maison Neurdein frères.

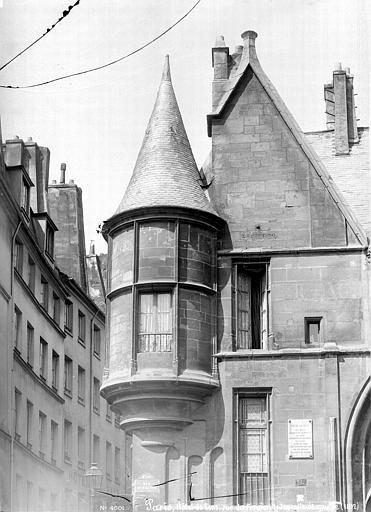
Hôtel de Sens : la tourelle en 1892.
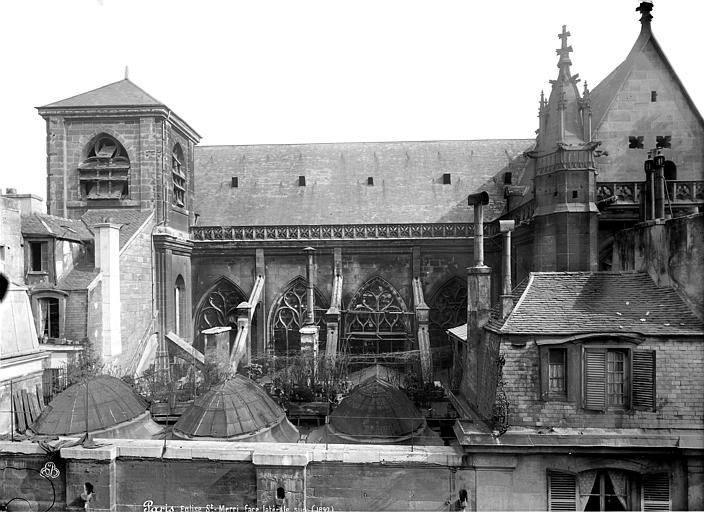
Église Saint-Merri : la façade sud en 1892.